# مايكل هيدجيز
مايكل هيدجيز (بالإنجليزية: Michael Hedges)‏ هو ملحن وعازف قيثارة ومغن مؤلف أمريكي، ولد في 31 ديسمبر 1953 في ساكرامنتو في الولايات المتحدة، وتوفي في 2 ديسمبر 1997 في ميندوسينو في الولايات المتحدة.

## وصلات خارجية
- الموقع الرسمي
- مايكل هيدجيز على موقع IMDb (الإنجليزية)
- مايكل هيدجيز على موقع ميوزك برينز (الإنجليزية)
- مايكل هيدجيز على موقع قاعدة بيانات برودواي على الإنترنت (الإنجليزية)
- مايكل هيدجيز على موقع أول ميوزيك (الإنجليزية)
- مايكل هيدجيز على موقع ديسكوغز (الإنجليزية)